# Walzengut
Ein Walzengut ist ein Gutshof, bei dem häufig die Eigentümer gewechselt haben.

## Begriff
Das Gut wurde von dem jeweiligen Eigentümer bald nach Erwerb mit Gewinn weiter veräußert. Der Begriff Walzengut ist besonders in Holstein und Mecklenburg verbreitet. Der Begriff kommt von dem häufigen Umschlag des Betriebes und geht auf die Walze zurück. Die Bewirtschaftung erfolgte jedoch zumeist durch Pächter.

## Personen
Otto Conrad Hahn war als Händler von Walzengütern im 18. Jahrhundert sowie Detlev Friedrich Dreves im 19. Jahrhundert bekannt.